# Лу Джонс
Луїс Вудард Джонс (англ. Louis Woodard Jones; 15 січня 1932 — 3 лютого 2006) — американський легкоатлет, який спеціалізувався в бігу на короткі дистанції.

## Із життєпису
Олімпійський чемпіон в естафеті 4×400 метрів (1956).
Фіналіст (5-е місце) олімпійського забігу на 400 метрів (1956).
Дворазовий чемпіон Панамериканських ігор у бігу на 400 метрів та в естафеті 4×400 метрів (1955).
Переможець Олімпійських відбіркових змагань США у бігу на 400 метрів (1956).
Чемпіон США у приміщенні з бігу на 660 ярдів (1956).
Ексрекордсмен світу з бігу на 400 метрів та в естафеті 4×440 ярдів.
По завершенні спортивної кар'єри працював вчителем.

## Основні міжнародні виступи
| Рік  | Змагання             | Місто    | Місце | Дисципліна |
| ---- | -------------------- | -------- | ----- | ---------- |
| 1955 | Панамериканські ігри | Мехіко   | 1     | 400 м      |
| 1955 | 1                    | 4×400 м  |       |            |
| 1956 | Олімпійські ігри     | Мельбурн | 5     | 400 м      |
| 1956 | 1                    | 4×400 м  |       |            |